# Protricoma squamosa
Protricoma squamosa är en rundmaskart som beskrevs av Timm 1970. Protricoma squamosa ingår i släktet Protricoma och familjen Desmoscolecidae. Inga underarter finns listade i Catalogue of Life.